# Penicillium hypomycetis
Penicillium hypomycetis är en svampart som beskrevs av Sacc. 1886. Penicillium hypomycetis ingår i släktet Penicillium och familjen Trichocomaceae.   Inga underarter finns listade i Catalogue of Life.